# Гальберг, Иван Иванович
Ива́н Ива́нович Га́льберг (1782—1863) — русский архитектор, академик архитектуры Императорской Академии художеств. Брат скульптора Самуила Гальберга.

## Биография
Воспитанник Императорской Академии художеств (до 1798). Получил звание художника-архитектора в 1799 году. Состоял помощником при архитекторе Дж. Кваренги. С 06.04.1809 г. возведён по службе по чину в 9 класс. Архитектор кабинета Его Императорского Величества (с 1817) и участвовал в постройке Михайловского дворца, Здания Главного штаба, Александринского театра и некоторых других зданий Санкт-Петербурга.
Получил от Академии художеств в 1840 году звание академика, а в 1842 году — профессора 2-й степени. Несколько лет преподавал архитектуру и занимал должность профессора строительного искусства в Институте инженеров путей сообщения и строительном училище.
Был похоронен на Волковском лютеранском кладбище; могила утрачена.

## Труды
В Санкт-Петербурге по проекту Ивана Гальберга построены:
- Штаб Корпуса военных поселений — Главное казначейство Министерства финансов (1836—1838), Литейный проспект, 18[6].
- Комплекс жилых домов Тарасовых (1843), 1-я Рота, 3-5[7].
- Прокурорский дом — Главное казначейство в Петропавловской крепости (1837—1838)[8].

По эскизам И. Гальберга работали Екатеринбургская, Петергофская и Колыванская гранильные фабрики.
В 1828 году им выполнен проект торшеров, находившихся в Яшмовой гостиной Зимнего дворца (впоследствии перенесены в Просветы Нового Эрмитажа). Для этого же зала была выполнена чаша-жардиньерка из кушкульдинской яшмы. В 1834 году создаёт два торшера из орлеца для Петровского зала (ныне находятся в залах Нового Эрмитажа).
Монументальным произведением, выполненным по проекту Ивана Гальберга на Екатеринбургской гранильной фабрике, является колоссальная чаша из таганайского авантюрина, законченная в 1842 году. Непосредственно созданием этой вазы руководил потомственный уральский камнерез Гаврила Налимов (1807—1867). В законченном виде чаша весила более 250 пудов (4 тонны), её высота — 146 см, диаметр — 236 см. В 1842 году чаша была закончена и водным путём отправлена в Санкт-Петербург, где летом 1843 года её установили в Зимнем дворце (сейчас находится в Гербовом зале). Копия этой вазы, сделанная также из таганаита, хранится в Павловском музее-дворце под Санкт-Петербургом. Две эти вазы считаются одними из лучших изделий из авантюрина.